# Herbert Günterberg

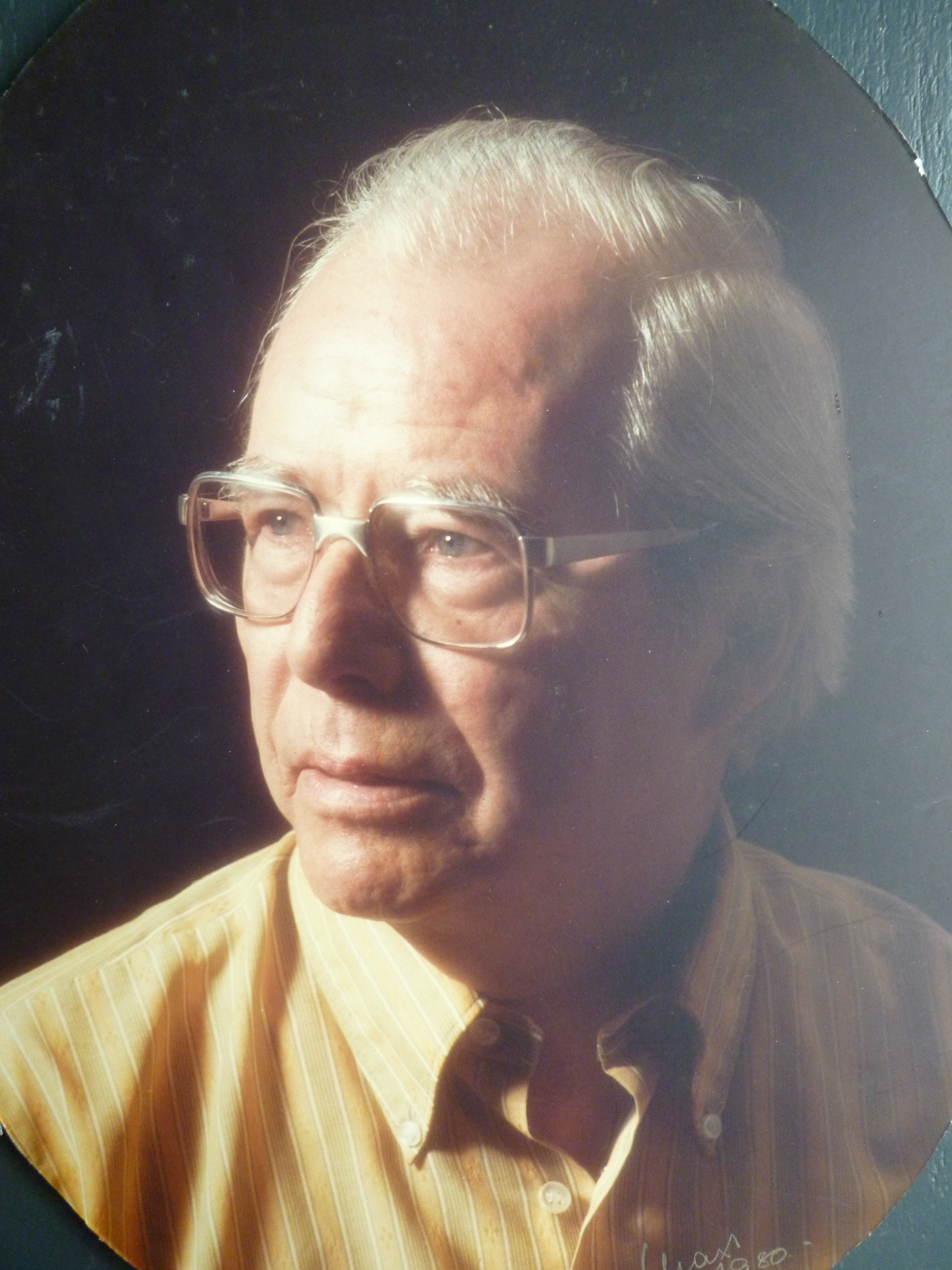
Herbert Günterberg

Herbert Günterberg (* 27. November 1910 als Herbert Georg Günterberg in Berlin; † 11. Februar 1998 in Herrenberg, Baden-Württemberg) war ein deutscher Grafiker, Maler, Zeichner, Karikaturist und Illustrator.

## Leben

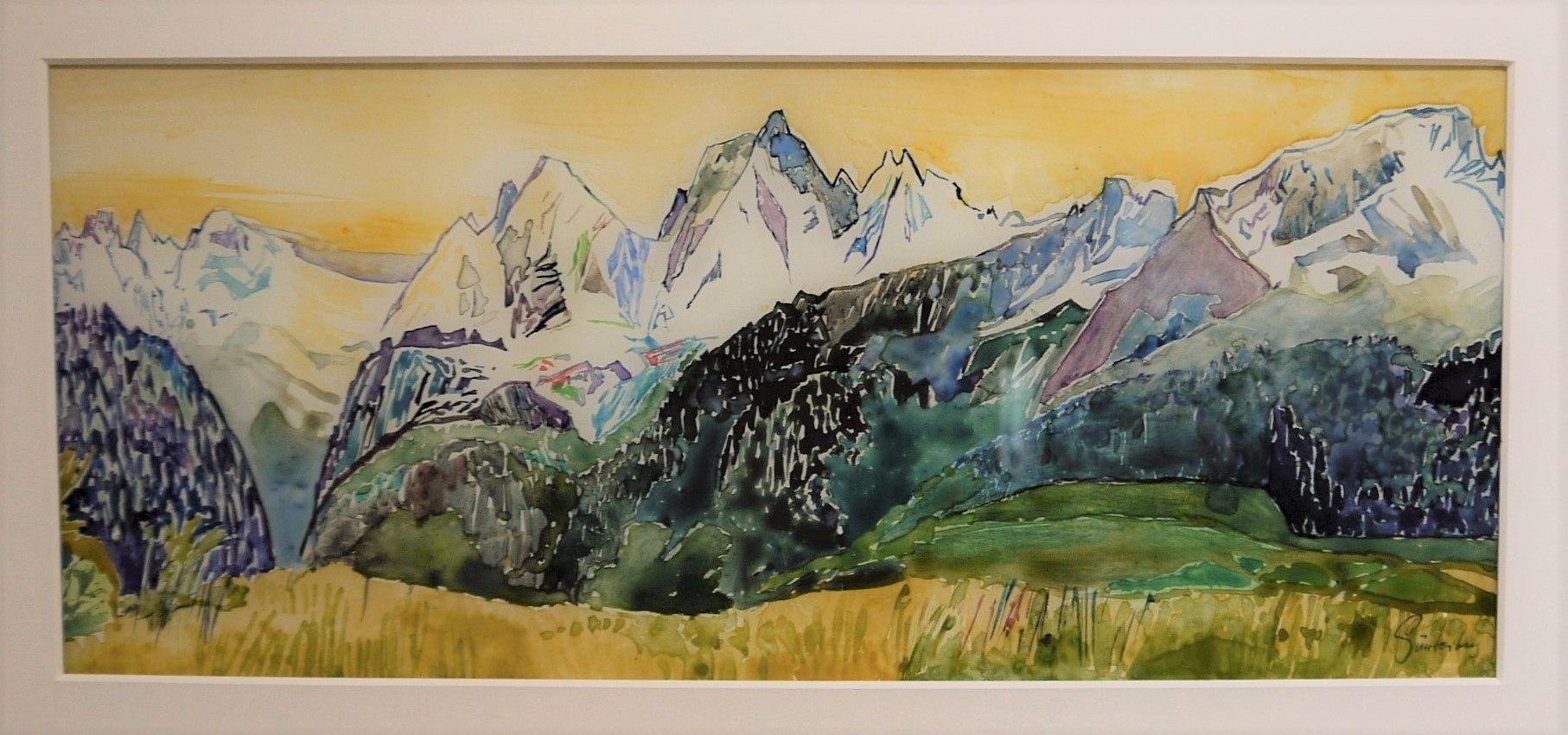
Bondasca-Gruppe Bergel (Schweiz) Hinterglas-Aquarell. Günterberg entwickelte ein eigenes Verfahren, mit Aquarellfarben direkt auf Hinterglas zu malen.

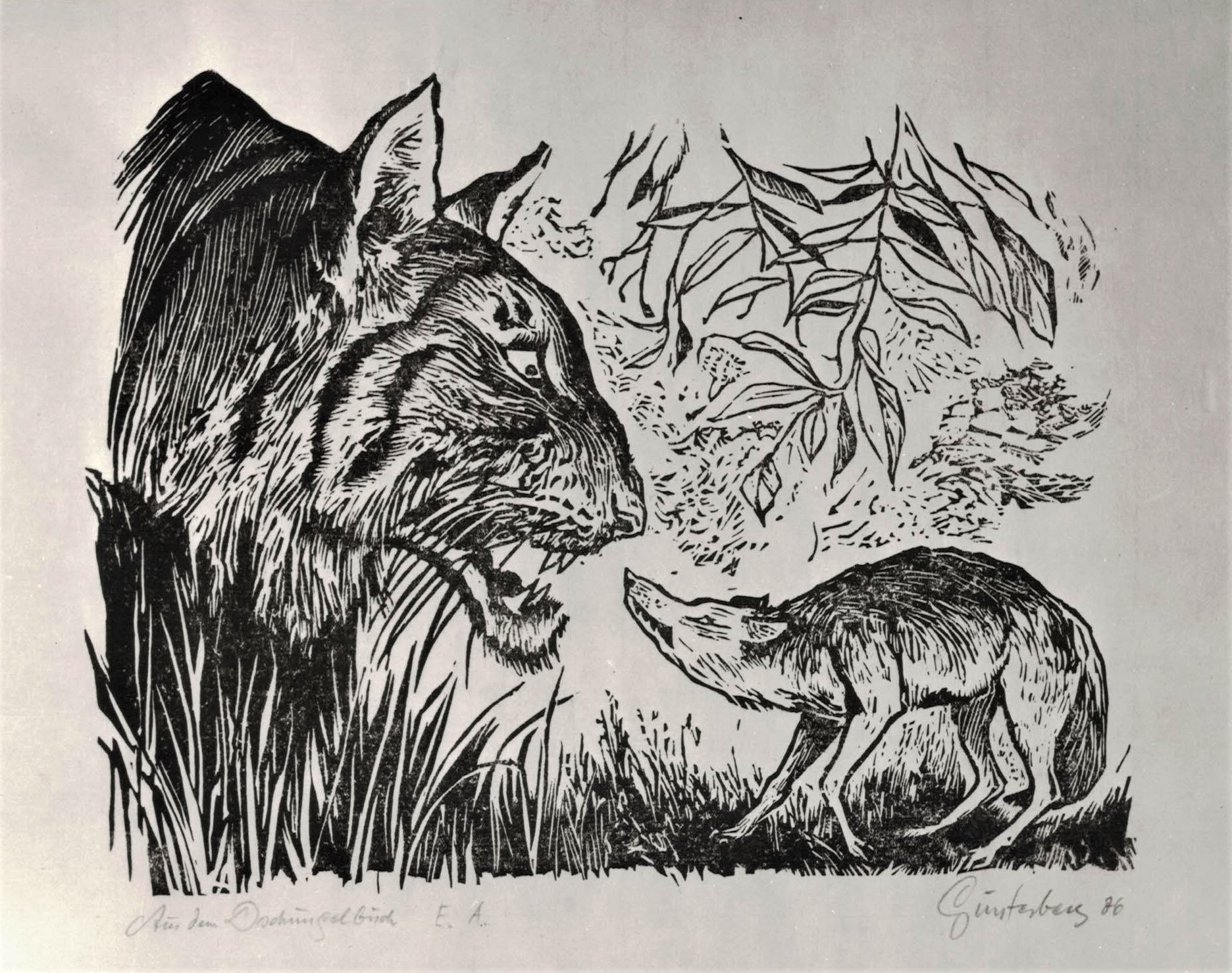
Tiger Shir Khan und Schakal Tabaqui. Szene aus dem Dschungelbuch. Linolschnitt.

In Berlin geboren und aufgewachsen studierte Herbert Günterberg in den 1920er bis Anfang 1930er Jahren an der Kunstgewerbeschule Berlin-Charlottenburg bei Fritz Steinert, einem Meisterschüler von Emil Orlik, und Max Kaus Grafik und Malerei. Der Weg zur reinen Künstlerlaufbahn wurde unterbrochen durch eine anschließende Ausbildung als Chemigraph. Der Vater verlangte, erst einen ‚Brotberuf‘ zu erlernen. Danach setzte Günterberg aber seinen eingeschrittenen Weg konsequent fort, der abermals durch den II. Weltkrieg unterbrochen wurde.
1936 heiratete Günterberg Hella, geb. Kahlert. Die Ehe blieb kinderlos. Kurz darauf zog das Ehepaar von Berlin nach Stuttgart-Kaltental. Hier ließ sich Günterberg als freier Grafiker und Maler nieder.
1937 war seine Musterung in der Rotebühlkaserne Stuttgart und Zuordnung zur Ersatzreserve. 1940 wurde Günterberg zum Militär einberufen. Aufgrund seiner zeichnerischen Fähigkeiten wurde er als Kartograph in Russland und Polen eingesetzt. In dieser Zeit und der darauffolgenden Gefangenschaft fand er immer wieder Gelegenheit, sich künstlerisch zu betätigen. Es entstanden Zeichnungen und Aquarelle mit charakteristischen Landschaftsmotiven. Er war als Kulissenmaler für Theateraufführungen in den Soldatenunterkünften begehrt, gestaltete Weihnachts- und Osterkarten, die von der Front in die Heimat verschickt wurden und zeigte seine humorvolle Ader in Gedichten und Zeichnungen vom Soldatenalltag. Skizzenbücher und einige Bilder aus dieser Zeit sind heute noch erhalten.
Nach Kriegsende verdiente Günterberg seinen Lebensunterhalt zunächst mit werbegrafischen Arbeiten für Firmen und Verlage wie Zeiss-Ikon, Maschinenfabrik Esslingen, Walter Schoenenberger Pflanzensaftwerk, Eisenmann Maschinenbau Böblingen, DRW-Verlag Weinbrenner. Er zeichnete Ansichtskarten von Städten und Landschaften, illustrierte Buchtitel, Kinderbücher und humorvolle schwäbische Witzbücher. Als Mitglied im Grafischen Klub Stuttgart war er Mitbegründer und Spiritus rector (1952–1978) der noch heute stattfindenden internationalen Kalenderschau Stuttgart. Außerdem Kurator des Wettbewerbs und der Ausstellung „Sonntagsmaler“, gefördert von dem Böblinger Unternehmen Eisenmann. Die Ausstellung wurde von 1962 bis in die 1980er Jahre zum Forum der deutschen Naiven.
1965 zog das Ehepaar Günterberg von Stuttgart nach Nufringen (Baden-Württemberg), wo er bis zu seinem Tod 1998 lebte und arbeitete. Nach dem Berufsleben konnte sich Herbert Günterberg ausschließlich seiner künstlerischen Arbeit widmen.

## Werk
Herbert Günterberg war ein vielseitiger Künstler. Stilistisch ließ er sich kaum einordnen, denn er beherrschte viele Darstellungsweisen. Die Zeichenkunst war sein stärkstes Element. Schwerpunkte sind Tier- und Landschaftsbilder in allen grafischen und malerischen Techniken, ausgenommen Ölmalerei. Günterberg entwickelte ein eigenes Verfahren, mit Aquarellfarben direkt auf Hinterglas zu malen. Tiere waren seine große Leidenschaft. Schon in früher Jugend studierte er seine vierbeinigen Modelle im Berliner Zoo eingehend. Später war er Dauergast in der Wilhelma Stuttgart. Mit einem humorvollen Augenzwinkern tragen manche seiner Tierbilder menschliche Züge. Mitte der 1980er Jahre erfüllte sich Günterberg einen Herzenswunsch. Er begann Szenen aus dem berühmten Dschungelbuch von Rudyard Kipling in Linolschnitten und Hinterglas-Aquarellen künstlerisch umzusetzen. Es entstanden beeindruckend realistische Bilder von Mogwli und seinen Tierfreunden. 1987 zeigte die Wilhelma-Galerie Stuttgart unter dem Titel „Animalerisches“ neben vielen Tiermotiven auch die großformatigen Motive aus dem Dschungelbuch.

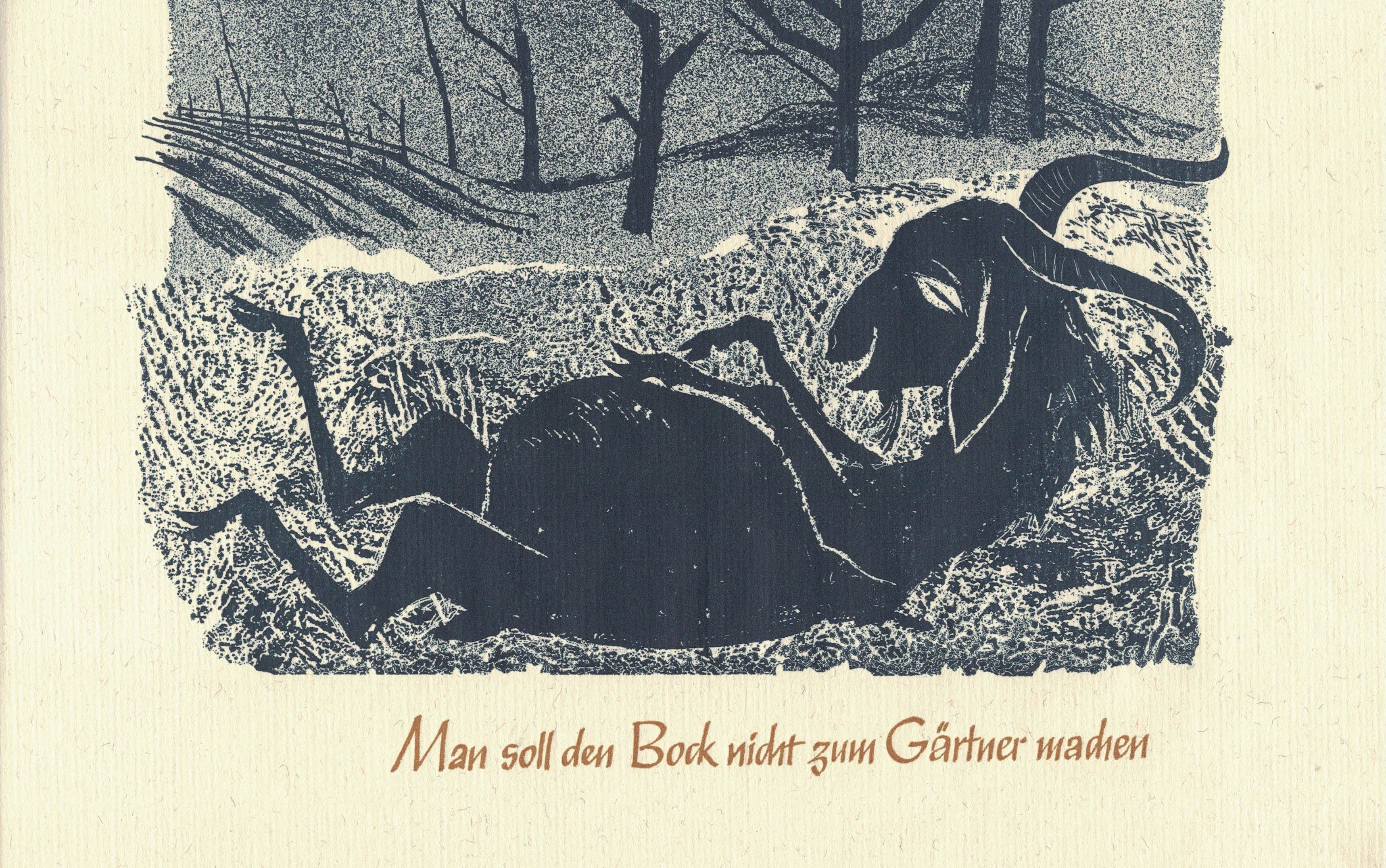
1970 entstand unter dem Titel ‚So sagt man‘ ein Kalender im Verfahren der selten gewordenen Zinkhochätzung. Auf 12 Kalenderblättern wurden Spruchweisheiten tierisch umgesetzt.

Auf Reisen nach Italien, Frankreich, Österreich und in die Schweiz sowie in Deutschland wurden viele Eindrücke in schnellen Skizzen festgehalten und später in verschiedenen Techniken ausgearbeitet. Durch seine Zusatzausbildung als Chemigraph kannte sich Günterberg bestens in allen drucktechnischen Verfahren aus. Er experimentierte mit Radierung, Steindruck, Zinkätzung, Linol-, Holz- und Styreneschnitt. 1970 entstand unter dem Titel ‚So sagt man‘ ein Kalender im Verfahren der selten gewordenen Zinkhochätzung. Auf 12 Kalenderblättern wurden Spruchweisheiten tierisch umgesetzt. Ein Exemplar des Kalenders liegt in der grafischen Abteilung der Staatsgalerie Stuttgart.
Großflächige Wandmalereien u. a. 1996 die Gestaltung der Taufkapelle in der Pelagius-Kirche Nufringen und 1997 ein Kirchenfenster im Evangelischen Gemeindezentrum Vollmaringen gehören ebenfalls zu seinen Werken.

## Ausstellungen
1934 erste Ausstellung im Rathaus Berlin-Steglitz. Nach dem Krieg folgten zahlreiche weitere Einzel- und Gruppenausstellungen im südwestdeutschen Raum. Zum 20. Todesjahr von Herbert Günterberg zeigte 2018 der Kulturkreis Nufringen im Rathaus eine Retrospektive durch sein gesamtes Werk. Der Nachlass ist in privaten Händen.

## Veröffentlichungen

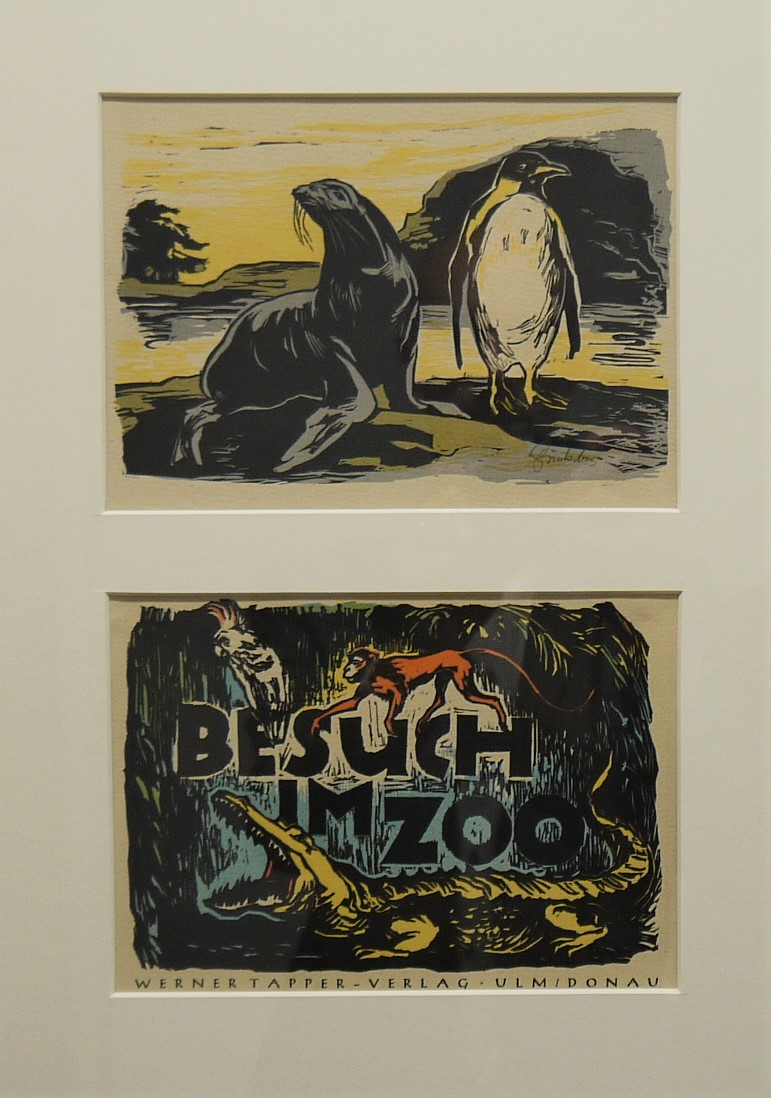
‚Besuch im Zoo‘, 15 Linolschnitte, mit Versen von Johanne von Gemmingen, erschienen im Werner Tapper-Verlag Ulm.

- Ende 1940er Jahre - ‚Der Zirkus‘, 16 Holzschnitte, und ‚Besuch im Zoo‘, 15 Linolschnitte, mit Versen von Johanne von Gemmingen, erschienen im Werner-Tapper-Verlag Ulm - ‚Der Zirkus kommt/In der Manege‘ Illustrationen mit Versen von Johanne von Gemmingen, im Spectrum-Verlag Stuttgart
- 1975/76 Gestaltung diverser Münzen mit Tiermotiven für die Wilhelma Stuttgart
- 1989/91 ‚Ebbes zom Lacha‘ – Schwäbische Witze – Zeichnungen – DRW-Verlag, Weinbrenner GmbH, Leinfelden-Echterdingen.
- 2000 Festschrift ‚50 Jahre Zeit im Kalender‘ – Graphischer Klub Stuttgart – Seiten 6/7 und 10.
- 2014 Ausstellungskatalog Städtische Galerie Böblingen 'Vertraute Fremde' – Vorstellungsbilder über das Andere ISBN 978-3-928754-55-2 – Seiten 40, 95 und 133

| Personendaten    | Personendaten                                                     |
| ---------------- | ----------------------------------------------------------------- |
| NAME             | Günterberg, Herbert                                               |
| ALTERNATIVNAMEN  | Günterberg, Herbert Georg (Geburtsname)                           |
| KURZBESCHREIBUNG | deutscher Grafiker, Maler, Zeichner, Karikaturist und Illustrator |
| GEBURTSDATUM     | 27. November 1910                                                 |
| GEBURTSORT       | Berlin                                                            |
| STERBEDATUM      | 11. Februar 1998                                                  |
| STERBEORT        | Herrenberg, Baden-Württemberg                                     |